# Kikagaku Moyo
Kikagaku Moyo (幾何学模様 Kikagaku Moyō?) fue una banda japonesa de rock formada en Tokio. El nombre del grupo significa "patrones geométricos".

## Historia
El grupo fue formado por Go Kurosawa (voz y percusión) y Tomo Katsurada (voz y guitarra) en el verano de 2012. En sus primeros días empezaron como músicos callejeros en las calles de Tokio. Se unieron a este colectivo Daoud Popal (guitarra) y finalmente Kotsu Guy (bajo), quien se encontraba en un proyecto de grabación de sonidos urbanos grabando máquinas expendedoras. El hermano de Go Kurosawa, Ryu Kurosawa (sitar) se unió al grupo a su regreso a Tokio desde Calcuta, donde habría aprendido a tocar el sitar con el prestigioso músico Manilal Nag.
Su primer disco salió a la venta el 20 de agosto de 2013, bajo la discográfica Cosmic Eye/Sound Effect, localizada en Grecia.
Su segundo disco, "Forest of Lost Children" (El bosque de los niños perdidos) fue lanzado el 20 de mayo de 2014 por Beyond Beyond is Beyond Records, una discográfica de Brooklyn, Nueva York. Durante el año 2014 iniciaron una gira por Estados Unidos promocionando el disco, y participando en el festival Desert Daze. Austin Psych Fest Debido a la alta demanda de su primer álbum, Burger Records inició una nueva tirada en casete. Se lanzó una nueva cinta con el nombre "Mammatus Clouds" por Sky Lantern Records, una discográfica de Tucson, Arizona. "Mammatus Clouds" se llevó a LP de 12" por Cardinal Fuzz Records (Reino Unido) y Captcha Records (EE. UU.) en junio de 2014. La banda continuó su tour a Europa, realizando su primera aparición en Reino Unido con varios conciertos en Londres.
En 2015 la banda continuó haciendo giras por Europa participando en los festivales de Eindhoven Psych Lab y Duna Jam. Además, la agrupación empezó a trabajar con el sello discográfico Guruguru brain.
En 2016 sacaron su tercer disco, "House in Tall Grass".
Durante 2018 lanzaron repitiendo discográfica "Masana Temples", su cuarto álbum. Además, realizaron tours por Estados Unidos, Europa y China.
El grupo anunció su separación en diciembre de 2022.

## Discografía
Álbumes de estudio
- Kikagaku Moyo (2013, Cosmic Eye/Sound effect)
- Forest of Lost Children (2014, Beyond Beyond is Beyond)
- House in the Tall Grass (2016, Guruguru Brain)
- Masana Temples (2018, Guruguru Brain)
- Kumoyo Island (2022, Guruguru Brain)

EPs
- Mammatus Clouds (2014, Sky Lantern/Captcha/Cardinal Fuzz)
- Stone Garden (2017, Guruguru Brain)

Singles
- "Flujo y Reflujo" compartido con Kinski y Kawabata (2015, God Unknown)
- "Spinning Wheel" compartido con Moon Duo (2015, Jean Sandwich)